# Parc national de Dvoritchna
Le parc naturel national d'Azov-Syvach (ukrainien Дворічанський національний природний парк) est une aire protégée en Ukraine en rive droite de l'Oskol de l'oblast de Kharkiv.

## Histoire
Le parc est de 3 131 hectares et son classement est de 2009.

## En quelques images

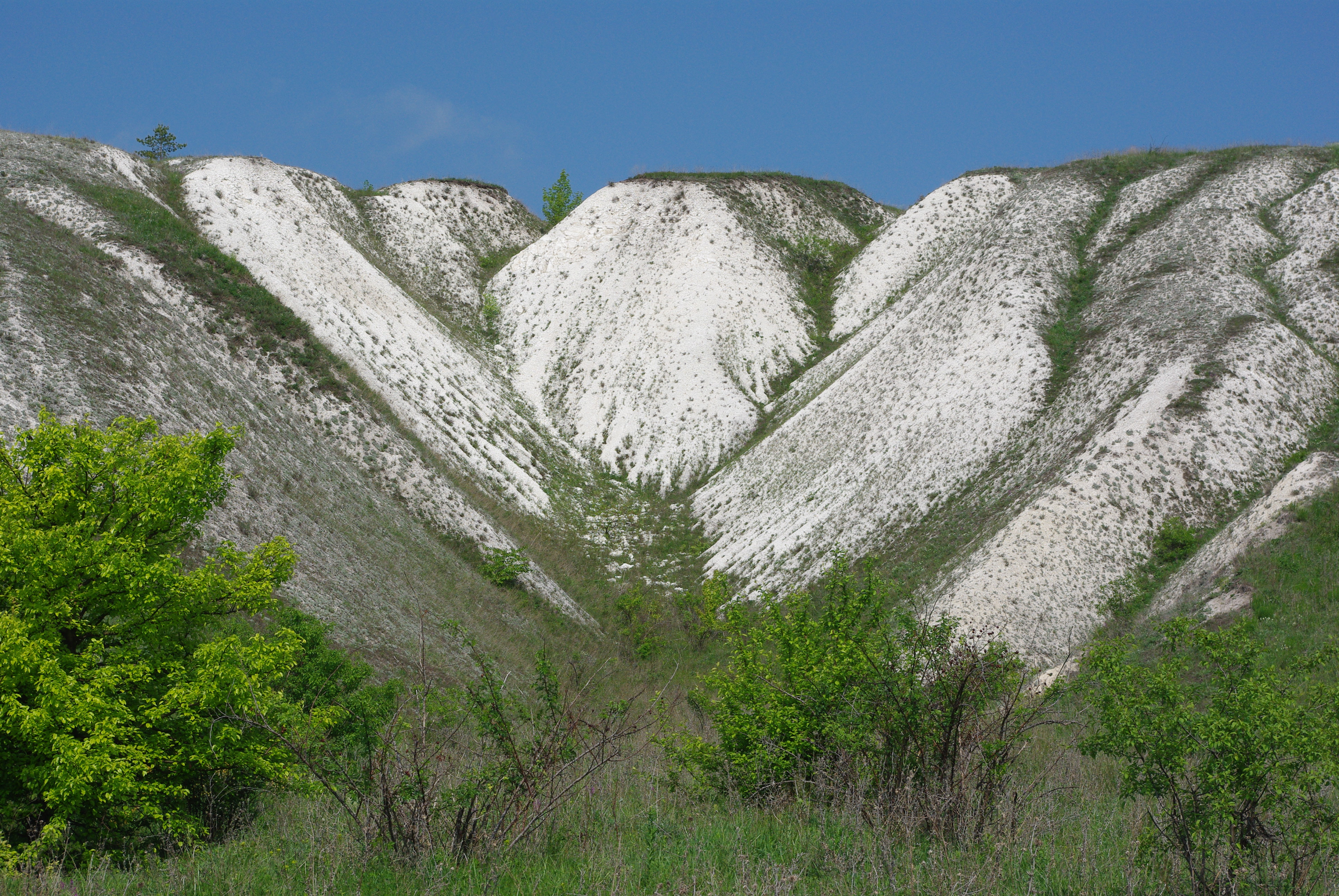
Gorges,
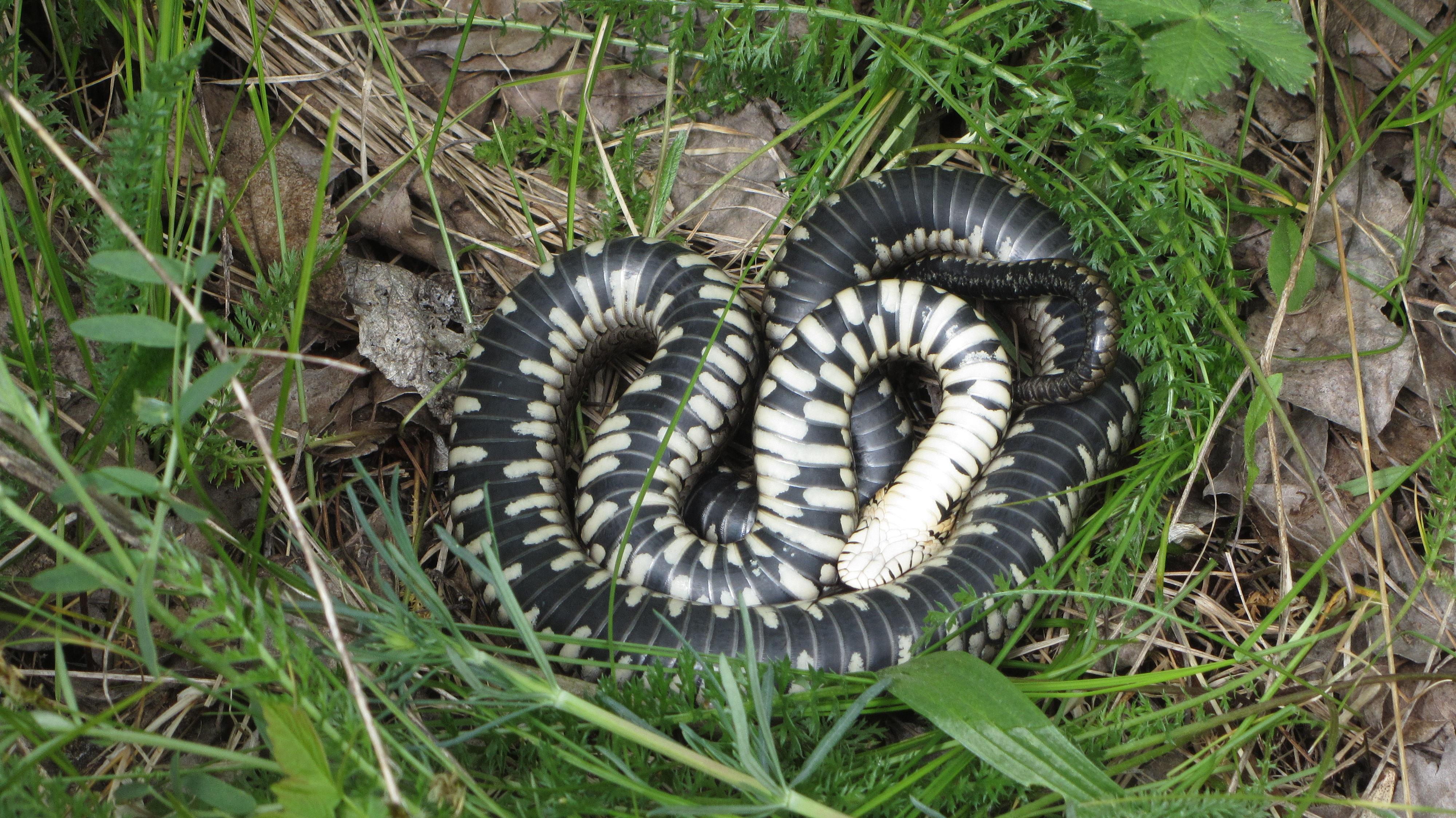
faune,
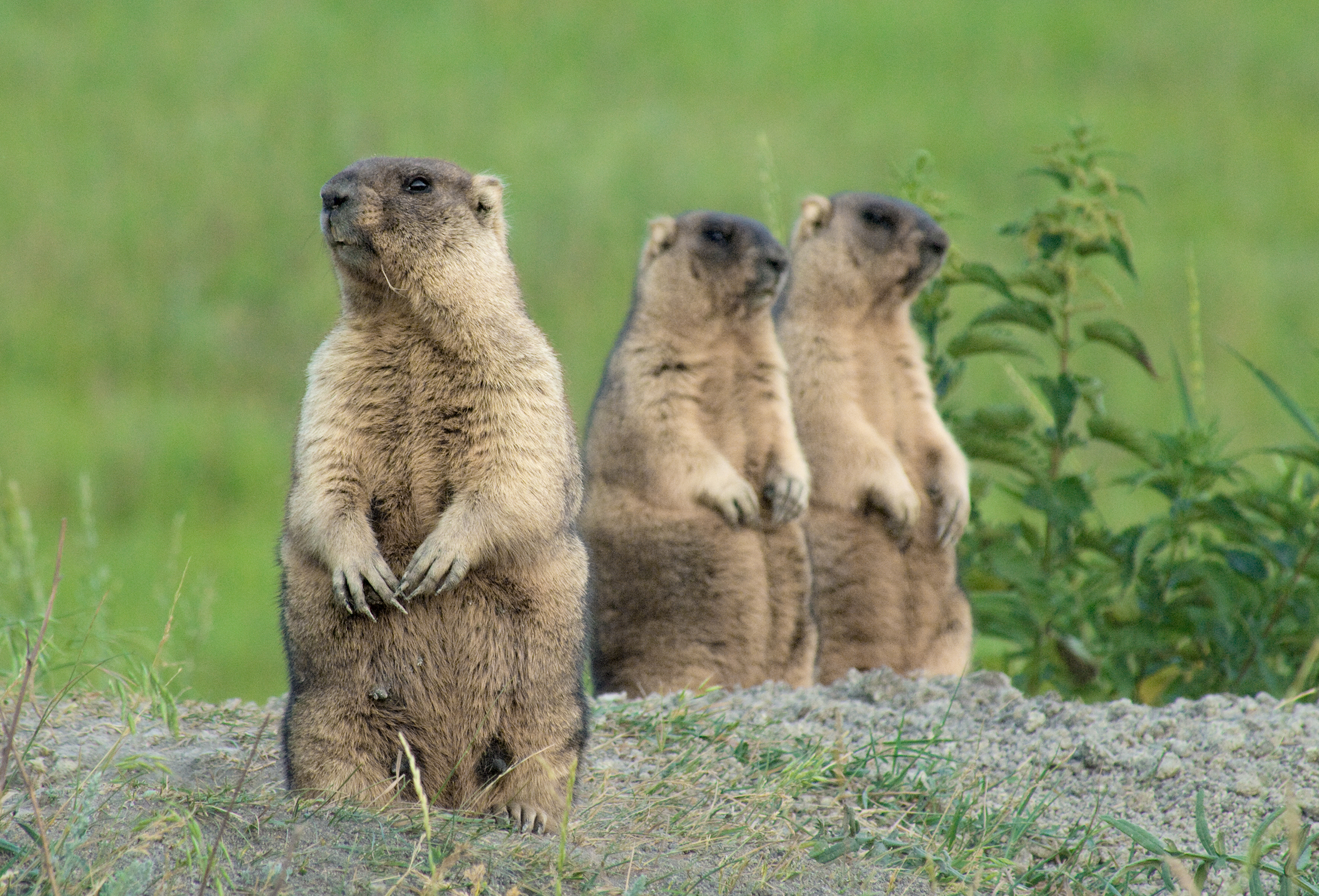
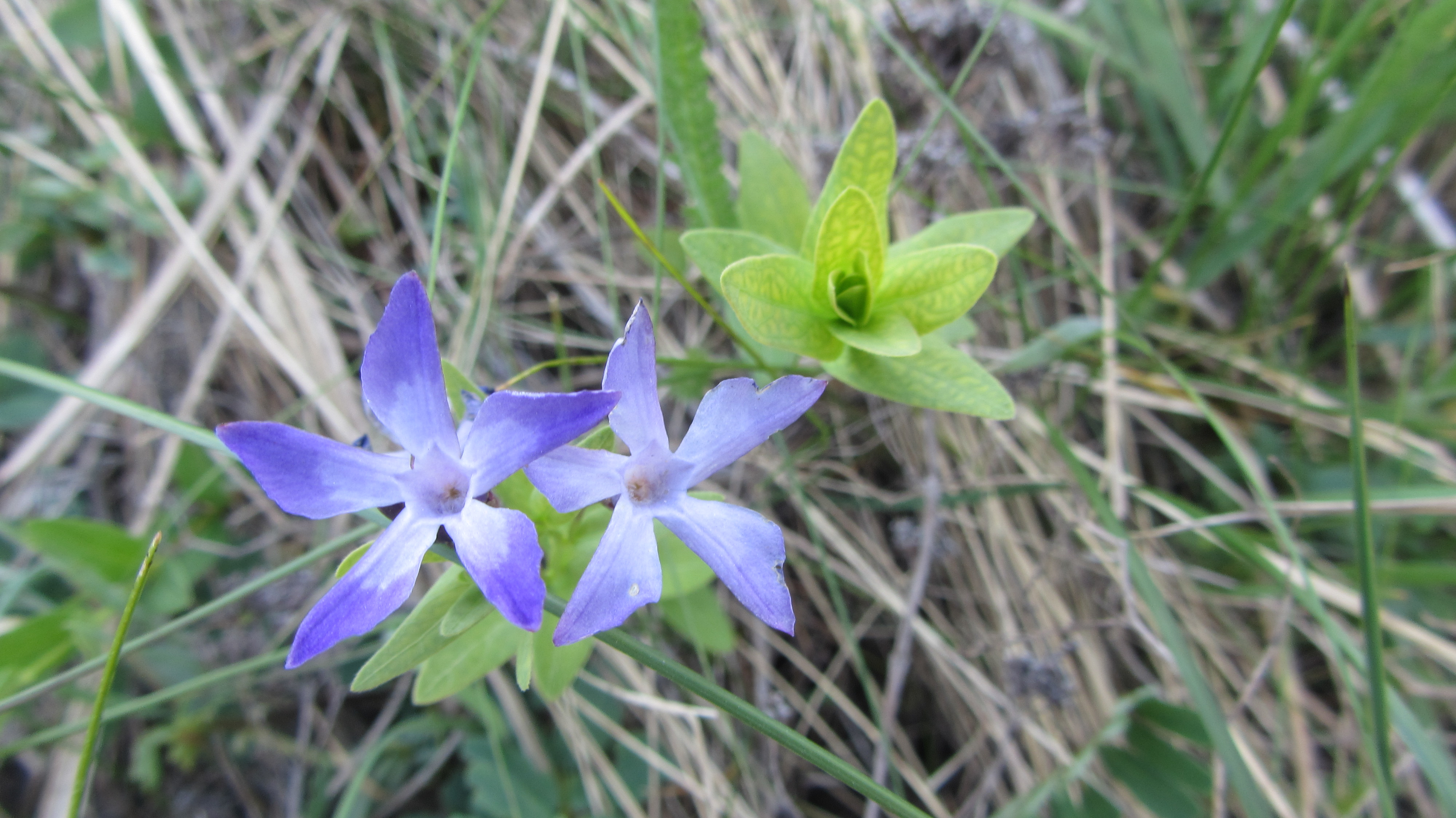
flore
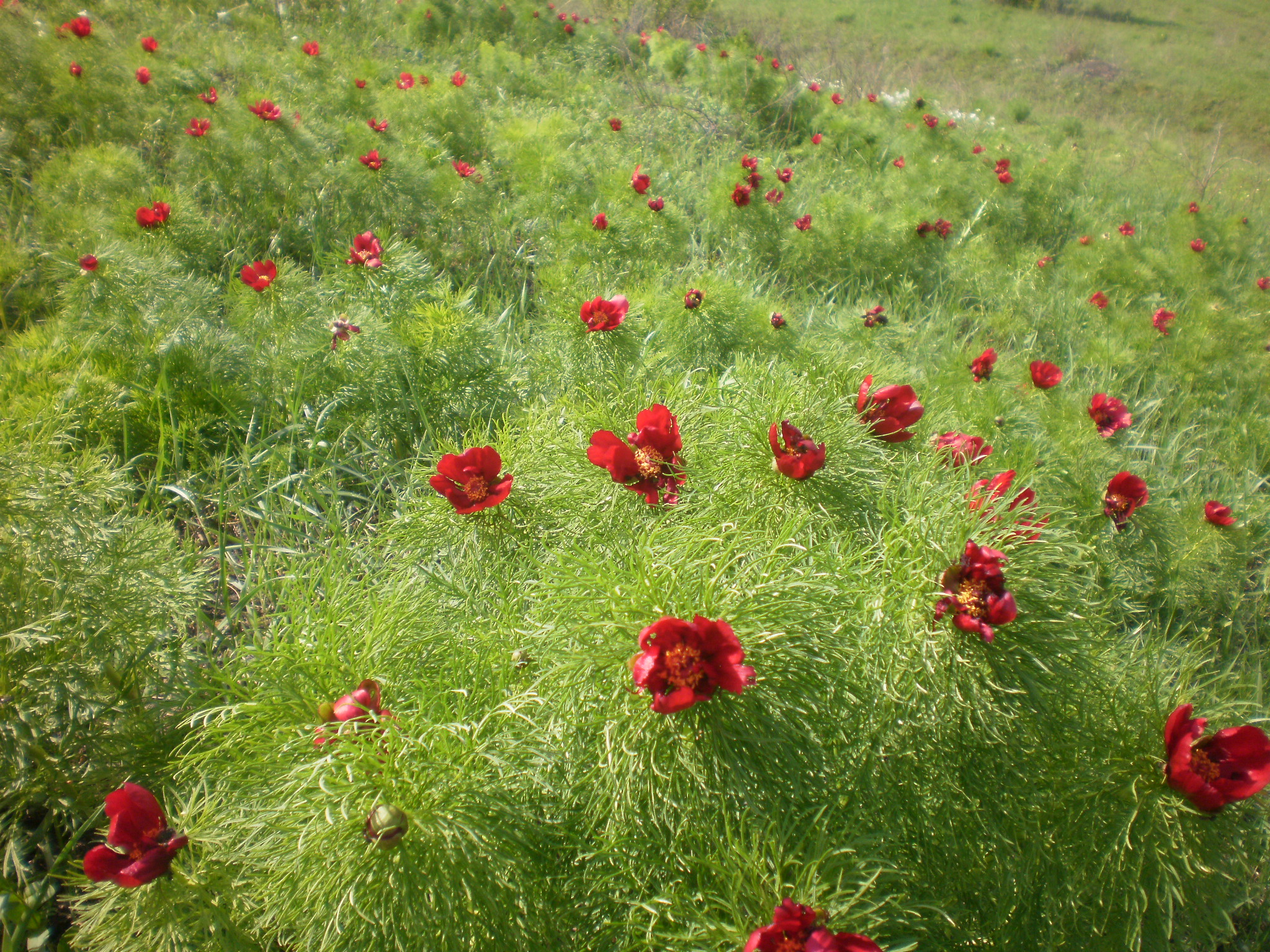
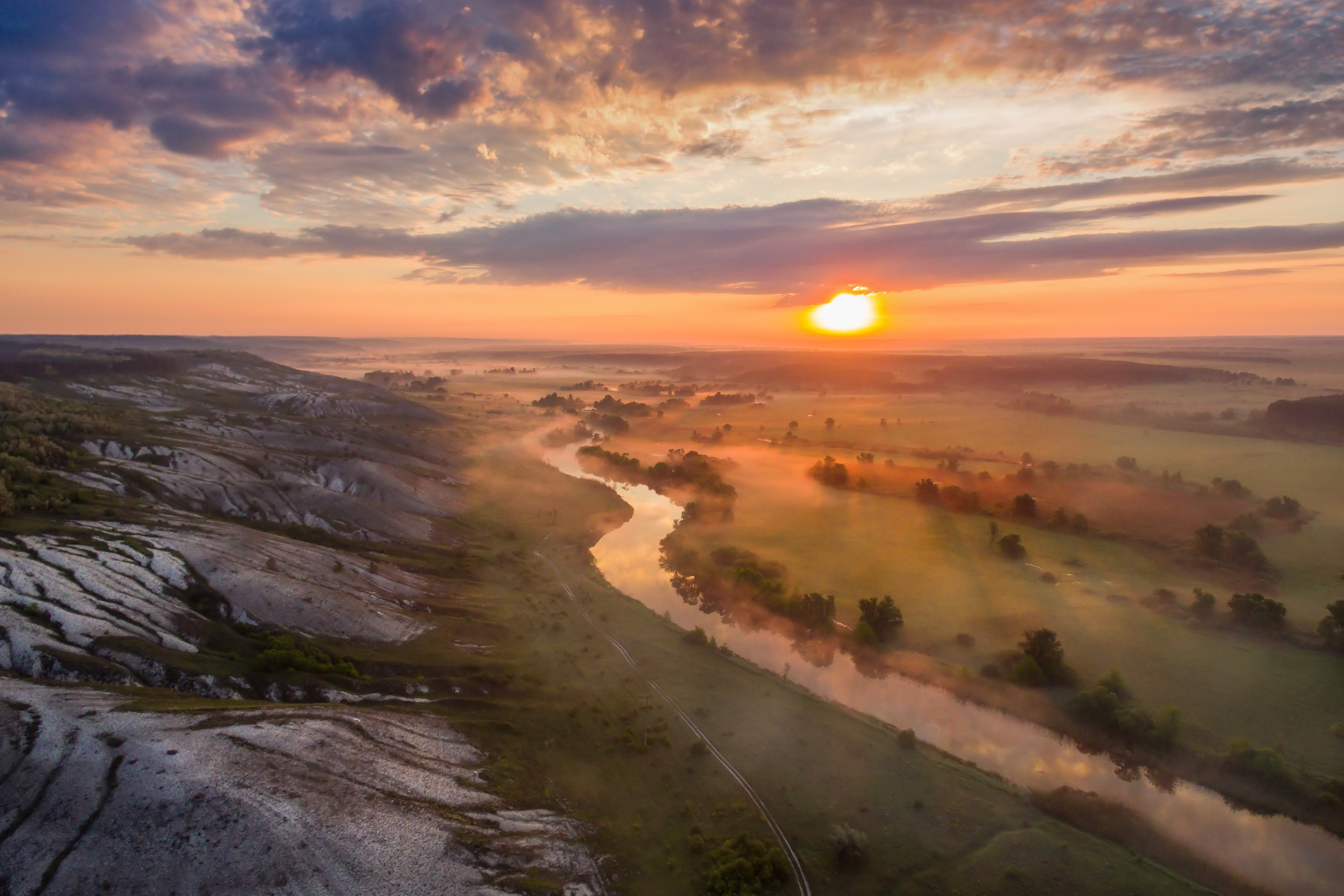
bord de rivière.